# Antonio Piñero
Antonio Piñero Sáenz (Chipiona, España, 14 de agosto de 1941) es un filólogo, historiador, académico y escritor español, especializado en la vida de Jesús de Nazaret, el judaísmo anterior al cristianismo, la fundación del cristianismo, y en general en lengua y literatura del cristianismo primitivo analizadas desde una perspectiva científica.
Considerado «uno de los principales expertos del Nuevo Testamento a nivel mundial» y «uno de los grandes referentes mundiales en cristianismo primitivo», es especialmente conocido por la autoría de numerosos libros (incluyendo ensayos, novelas históricas y traducciones) y artículos académicos, y por su labor de divulgación.

## Biografía
Nació en la localidad de Chipiona en la provincia de Cádiz (España). Se licenció en filosofía pura en la Universidad Complutense de Madrid en 1968, en filología clásica en la Universidad de Salamanca en 1970 y en filología bíblica trilingüe en la Universidad Pontificia de Salamanca en 1976. En 1974 defendió su tesis doctoral en Filología Clásica, dirigida por el filólogo Luis Gil Fernández, y titulada Teopneustia, estudio sobre la inspiración en los escritores de los siglos I y II en la Universidad Complutense de Madrid (premio Luis Vives), aunque realizó la mayor parte de su doctorado en Alemania. Desde 1970 ejerció como docente en esta misma universidad, y en 1983 obtuvo la cátedra.
Actualmente es catedrático emérito de filología griega.
En 2016, recibió el Premio Trithemius, otorgado por la Sociedad de Estudios e Investigaciones Spagyricas y la Editorial Tritemio por su contribución al mundo de la cultura, en el empeño de sus facetas como docente, investigador y escritor.

## Actividad académica
Por su labor de traducción de los evangelios no canónicos, labor investigadora de los textos y participación en seminarios, Antonio Piñero es uno de los autores más influyentes en el estudio del cristianismo primitivo del siglo I y II. En su abordaje de los textos paleocristianos trata de separar la interpretación religiosa y la histórica mediante una metodología filológica histórica. De manera análoga, también aborda los primeros pasos del paleocristianismo tratando de aclarar la evolución de las primeras comunidades de seguidores de Jesús de Nazaret.

### Traducción y edición

#### Traducción de todos los evangelios
En su labor de traductor desde 1983 ha coordinado un proyecto en el que un equipo de especialistas llevaron a cabo la traducción al español de todos los evangelios conocidos, incluyendo los canónicos y los no canónicos. Este proyecto ha implicado, además de la investigación del contexto social y político que rodea su escritura, la traducción íntegra de los textos a partir de las lenguas originales latín, griego, hebreo, siríaco, copto y árabe. Concluye en 2009 cuando se publica un trabajo conteniendo los últimos evangelios apócrifos traducidos. Esta labor de traducción ha sido reconocida como una herramienta de estudio valiosa para los historiadores del inicio del cristianismo.

#### Edición crítica de los libros del Nuevo Testamento
La edición de los libros del Nuevo Testamento editada por Antonio Piñero es especialmente significativa porque es la única edición laica de estos textos. A diferencia de otras versiones, esta obra se aborda desde una perspectiva estrictamente académica, no confesional.

### Existencia histórica de Jesús
Uno de los temas recurrentes en sus obras es el estudio de la figura de Jesús de Nazaret. De acuerdo al análisis de los textos en la Judea del siglo I, Piñero defiende la existencia de un Jesús histórico diferenciado del Jesucristo literario en los evangelios. El Jesús histórico, de acuerdo a sus investigaciones, sería un artesano de Galilea y líder religioso con escaso impacto real en vida. Tras su fallecimiento, este sería idealizado y divinizado, dando lugar al Jesucristo celestial y mitológico en los Evangelios y conformando las bases del Jesucristo actual. Así, según Piñero, la gran mayoría de las ideas principales del cristianismo nacieron en un mundo judío mediante un proceso totalmente natural, y con el paso del tiempo el mismo ser humano las calificó de dogmas.

### Teología de Pablo de Tarso
En sus cartas, Pablo habla en ocasiones como un judío observante de la Ley de Moisés mientras que otras veces recurre a nociones helenísticas alejadas del judaísmo. Esta aparente dicotomía ha dificultado la exacta comprensión de sus afirmaciones, llegando algunos autores, a aceptar la existencia de ambigüedad e incoherencia en sus palabras. Por ejemplo, uno de los temas centrales en la teología de Pablo que ha causado confusión es la salvación y las condiciones para conseguirla.
En contraposición a la aceptación de esta supuesta ambigüedad, Piñero propone una hipótesis para interpretar, como algo coherente, estas condiciones para salvarse. Según esta hipótesis la Ley, tal y como la predica Pablo, es compleja y se divide en dos partes: una ley eterna, natural y obligatoria para todos y una ley específica para los judíos en época mesiánica.
- La ley eterna, natural y obligatoria para todos (judíos y gentiles) es el decálogo (los Diez Mandamientos), que rigen las correctas relaciones entre los humanos, y que en la ética paulina están traducidos a las normas referidas al comportamiento general de todos los humanos.
- La ley específica es la parte de la ley de Moisés que no está presente en el decálogo. Por tanto, incluye las leyes que contemplan la circuncisión, las normas alimentarias y la pureza ritual con todo lo exigido en torno al templo. Esta parte de la ley mosaica no afecta a los gentiles (es decir, a los no judíos), puesto que está orientada específicamente al pueblo elegido, el judío. Por tanto, incluso los judíos llamados a la fe en el Mesías deben seguir viviendo como judíos, es decir, cumpliendo la ley completa de Moisés.

A partir de esta interpretación se deduce que la Ley tiene una parte caduca para los gentiles: Antes de la llegada del Mesías todo gentil que quisiera salvarse, tenía que hacerse judío y observar la Ley entera. En la época mesiánica el gentil se puede salvar exactamente igual que un judío sin necesidad de hacerse judío.
Mediante esta hipótesis interpretativa, Piñero hace compatibles dos aspectos de la teología de Pablo: su insistencia en negar la Ley escrita (por ejemplo, circuncidarse) y el sostener que los judíos están naturalmente sujetos a la ley mosaica completa.

### Divulgación
Antonio Piñero se ha caracterizado por su labor de divulgación en diversos medios como la radio, televisión e Internet. En el año 2009 participó como asesor en la realización de la película El discípulo, cuya trama aborda la vida de Jesús de Nazaret.

## Controversias
Dado el carácter divulgativo de parte de sus seminarios y libros publicados sobre la figura de Jesús de Nazaret, sus conclusiones resultan controvertidas para parte de la sociedad. En contra de la creencia de algunas corrientes, Antonio Piñero afirma rotundamente la existencia de Jesús, si bien separa el personaje histórico (sobre el que centra su atención) de la figura celestial o mitológica. Por otra parte, la segregación del Jesús histórico del mitológico también suscita críticas entre los fieles cristianos, fundamentalmente en España. La argumentación de estos últimos es que, contrariamente a la metodología seguida por Piñero, no puede separarse la visión religiosa de una interpretación histórica del Nuevo Testamento.

## Obras
Piñero es autor/editor de 52 libros (incluyendo ensayos relacionados con la historia del cristianismo, traducciones de textos antiguos y 2 novelas históricas). Ha escrito 50 capítulos de libros editados por otros como colaborador en el conjunto, es autor de 30 artículos científicos en revistas especializadas y ha realizado la traducción al castellano de 16 libros escritos originalmente en inglés, francés, alemán o italiano. Entre sus libros más conocidos o destacables encontramos:
- Gnosis. Conocimiento de lo oculto. La gnosis judía y cristiana explicada por sus textos, Trotta, 2025.[51]
- Aproximación al Jesús histórico, Trotta, 2019.
- El Nuevo Testamento: Introducción al estudio de los primeros escritos cristianos, Herder, 2019.
- En directo desde el siglo primero, Lacónica, 2018.
- El otro Jesús: vida de Jesús según los evangelios apócrifos, Herder, 2018.
- Guía para entender a Pablo de Tarso: Una interpretación del pensamiento paulino, Trotta, 2018.
- Apócrifos del Antiguo y del Nuevo Testamento, Alianza Editorial, 2016.
- Jesús y las mujeres, Trotta, 2014.
- Guía para entender el Nuevo Testamento, Trotta, 2013.
- Jesús de Nazaret: El hombre de las cien caras. Textos canónicos y apócrifos, Edaf, 2012.
- Año I. Israel y su mundo cuando nació Jesús, Ediciones del laberinto, 2008.
- Los cristianismos derrotados: ¿Cuál fue el pensamiento de los primeros cristianos heréticos y heterodoxos?, Edaf, 2007. (I premio de ensayo heterodoxo Finis Terrae 2007)
- Los apocalipsis, Edaf, 2007.
- Herodes el Grande, Esquilo, 2007 (novela). Es la primera parte de una trilogía inacabada y que fue publicada anteriormente como La Puerta de Damasco por la editorial desaparecida BellbooK.

### Libros en coautoría
- Juan Eslava Galán y Antonio Piñero: Viaje a Tierra Santa, Planeta Bolsillo, 2022 (novela).
- José Luis Corral y Antonio Piñero: El trono maldito, Editorial Planeta, 2014 (novela).
- Eugenio Gómez Segura y Antonio Piñero: El Juicio Final, Edaf, 2010.
- Antonio Piñero y Eugenio Gómez Segura: La verdadera historia de la pasión, Edaf, 2008

### Libros colectivos
- Los libros del Nuevo Testamento. Traducción y comentario. Editor: Antonio Piñero, Trotta, 2021.
- Orígenes del cristianismo. Herder, 2018 (reedición).
- Fuentes del cristianismo. Tradiciones primitivas sobre Jesús. Herder, 2018 (reedición).
- Todos los evangelios. Traducción íntegra de todos los textos evangélicos conocidos, tanto canónicos como apócrifos. Editor: Antonio Piñero. Edaf, 2009.
- ¿Existió Jesús realmente?. Editor: Antonio Piñero. Raíces, 2008.
- Textos gnósticos. Biblioteca de Nag Hammadi I. Tratados filosóficos y cosmológicos (volumen I). Editores: Antonio Piñero, Francisco García Bazán y José Montserrat Torrents, Trotta, 2000.
- Textos gnósticos. Biblioteca de Nag Hammadi II. Evangelios, Hechos, Carta (volumen II). Editores: Antonio Piñero, Francisco García Bazán y José Montserrat Torrents, Trotta, 2004.
- Textos gnósticos. Biblioteca de Nag Hammadi III. Apocalipsis y otros escritos (volumen III). Editores: Antonio Piñero, Francisco García Bazán y José Montserrat Torrents, Trotta, 2009.
- Apócrifos del Antiguo Testamento. (6 vols. I: Introducción; II: Historias; III Literatura sapiencial; IV Ciclo de Henoc; V: Literatura de testamentos; VI: Apocalipsis) Ediciones Cristiandad, 1982-2009. El último vol. (VII) está en preparación: Restos de obras judías de los siglos II-I a. C. e Índices completos de los 7 volúmenes).[52]
- Hechos Apócrifos de los Apóstoles. (vols. I-III, en coautoría con Gonzalo del Cerro: textos griegos y latinos, más traducciones del copto y siríaco, con traducción al castellano, introducciones y notas) Biblioteca Autores Cristianos, 2005-2011.